# Solar do Vinho do Porto

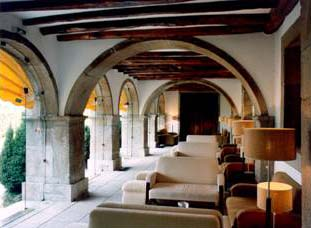
Solar do Vinho do Porto

O Solar do Vinho do Porto foi um bar, gerido pelo Instituto dos Vinhos do Douro e Porto que promovia o Vinho do Porto.
No bar estavam representados quase 200 vinhos do Porto diferentes, onde todos os produtores estavam representados e que incluia algumas raridades.
No Porto, o solar situava-se na Quinta da Macieirinha, perto do Palácio de Cristal, no final da Rua de Entrequintas. O edifício possui jardins e vista sobre o Rio Douro, desde a zona das caves, em Gaia, até à sua Foz no Atlântico.
Em janeiro de 2012, o Solar do Vinho do Porto encerrou por razões financeiras.
Em março de 2014, a Câmara do Porto queria leiloar, por 15 anos e pelo menos 1.500 euros mensais, a ocupação da cave do edifício principal da Quinta da Macieirinha, onde funcionou o antigo Solar do Vinho do Porto.
Quem ficasse responsável pelo antigo Solar terá ainda a cargo os custos do fornecimento de água, energia elétrica, telefone, gás e de segurança, bem como a segurança do espaço e envolventes, fora do horário de funcionamento do Museu Romântico da Quinta da Macieirinha.